# 오직 하나뿐인 아이반
오직 하나뿐인 아이반(The One and Only Ivan)은 미국에서 제작된 테아 샤록 감독의 2020년 애니메이션, 코미디, 가족 영화이다. 샘 록웰 등이 주연으로 출연하였다.
프로젝트는 2014년 처음 발표되었고 그 뒤로 2년에 걸쳐 제작에 들어갔다. 캐스팅은 2017년 10월부터 2018년 5월 사이 정립되었고 촬영은 2018년 여름 플로리다주에서 이루어졌다. 원래 극장 개봉을 계획하였다가 2020년 8월 21일 디즈니 플러스를 통해 스트리밍이 이루어졌으며 비평가들로부터 엇갈린 평가를 받았다.

## 출연

### 주연
- 샘 록웰
- 안젤리나 졸리
- 대니 드비토
- 헬렌 미렌
- 브루클린 프린스
- 레이먼 로드리게즈
- 아리나 그린블랫
- 샤카 칸

### 조연
- 엘리너 마츠우라

## 제작진
- 특수시각효과: 산티아고 콜로모 마르티네즈
- 특수시각효과: 그렉 피셔
- 특수시각효과: 벤 존스
- 특수시각효과: 닉 데이비스